# تکامل (بازی ویدئویی)
تکامل (به انگلیسی: Evolve) یک بازی ویدئویی در سبک تیراندازی اول شخص است که توسط ۲کا گیمز و در فوریه ۲۰۱۵ برای پلت‌فرم‌های مایکروسافت ویندوز، پلی‌استیشن ۴ و اکس‌باکس وان منتشر شده‌است.
در این بازی بازیکن باید با موجودات فضایی و بیگانه‌ها به جنگ بپردازید که در آن یکی از بیگانگان به نام Goliath قابل مشاهده است.